# Supercoppa spagnola 2005 (pallavolo femminile)
La Supercoppa spagnola 2005 si è svolta dal 1° al 2 ottobre 2005: al torneo hanno partecipato quattro squadre di club spagnole e la vittoria finale è andata per la quarta volta consecutiva al Tenerife.

## Regolamento
Le squadre hanno disputato semifinali e finale.

## Squadre partecipanti[3]
| Squadra    | Qualificazione                                      | Ultima partecipazione    |
| ---------- | --------------------------------------------------- | ------------------------ |
| Albacete   | 3ª in SFV 2004-05                                   | Debutto                  |
| Ávila      | Finalista Coppa della Regina 2004-05                | Supercoppa spagnola 2004 |
| Las Palmas | Finalista SFV 2004-05                               | Supercoppa spagnola 2003 |
| Tenerife   | Vincitrice SFV 2004-05 e Coppa della Regina 2004-05 | Supercoppa spagnola 2004 |

## Tabellone
|  | Semifinali | Semifinali |  |            | Finale   | Finale |
|  |            |            |  |            |          |        |
|  | Ávila      | 0          |  |            |          |        |
|  | Ávila      | 0          |  |            |          |        |
|  | Las Palmas | 3          |  |            |          |        |
|  | Las Palmas | 3          |  | Las Palmas | 0        |        |
|  |            |            |  | Las Palmas | 0        |        |
|  |            |            |  |            | Tenerife | 3      |
|  | Tenerife   | 3          |  |            | Tenerife | 3      |
|  | Tenerife   | 3          |  |            |          |        |
|  | Albacete   | 0          |  |            |          |        |
|  | Albacete   | 0          |  |            |          |        |

## Risultati

### Semifinali
| 1º ottobre 2005 Pab. Insular Santiago Martín, La Laguna Durata: 1h:03 - Spettatori: 200 | Ávila    | 0 - 3 | Las Palmas | 17-25, 18-25, 16-25 |
| 1º ottobre 2005 Pab. Insular Santiago Martín, La Laguna Durata: 1h:21 - Spettatori: 500 | Tenerife | 3 - 0 | Albacete   | 29-27, 25-20, 25-19 |

### Finale
| 2 ottobre 2005 Pab. Insular Santiago Martín, La Laguna Durata: 1h:07 - Spettatori: 1 500 | Las Palmas | 0 - 3 | Tenerife | 19-25, 23-25, 16-25 |